# Марк Хораций Пулвил (трибун)
Вижте пояснителната страница за други личности с името Марк Хораций Пулвил.
Марк Хораций Пулвил (на латински: Marcus Horatius Pulvillus) e политик на Римската република през 4 век пр.н.е.
Произлиза от старата патрицианска фамилия Хорации и е брат на Луций Хораций Пулвил (военен трибун 386 пр.н.е.). Марк Пулвил е консулски военен трибун е през 378 пр.н.е.